# Мангелар Мертенс, Хендрик
Хендрик Якобюс Луи Мангелар Мертенс (нидерл. Hendrik Jacobus Louis Mangelaar Meertens; 30 сентября 1908, Семаранг, Нидерланды — 18 сентября 1944, Индийский океан) — нидерландский хоккеист на траве, полевой игрок. Серебряный призёр летних Олимпийских игр 1928 года.

## Биография
Хендрик Мангелар Мертенс родился 30 сентября 1908 года в городе Семаранг в Нидерландской Ост-Индии (сейчас Индонезия).
Играл в хоккей на траве в Нидерландах за «Гаагский лицей».
В 1928 году вошёл в состав сборной Нидерландов по хоккею на траве на летних Олимпийских играх в Амстердаме и завоевал серебряную медаль. В матчах не участвовал.
Вернувшись в Нидерландскую Ост-Индию, продолжал играть в хоккей на траве.
В 1936 году был спасён при кораблекрушении парохода «Ван дер Вейк», который во время шторма перевернулся у побережья острова Ява.
С началом Второй мировой войны вошёл в состав нидерландской армии Ост-Индии. В 1942 году был захвачен в план японскими войсками.
Погиб 18 сентября 1944 года в Индийском океане у побережья провинции Бенкулу на острове Суматра Нидерландской Ост-Индии. Японский сухогруз «Дзюнъё-мару», один из «кораблей ада», перевозивший военнопленных и индонезийских рабочих с Явы на Суматру, был потоплен торпедой, выпущенной британской подводной лодкой. В результате этого погибли 5620 человек.